# Léonard Daghelinckx
Gustave Léonard Daghelinckx (Amberes, 10 de abril de 1900-Amberes, 3 de marzo de 1986) fue un deportista belga que compitió en ciclismo en la modalidad de pista. Participó en dos Juegos Olímpicos de Verano en los años 1920 y 1924, obteniendo una medalla de bronce en París 1924 en la prueba de persecución por equipos.

## Medallero internacional
| Juegos Olímpicos | Juegos Olímpicos | Juegos Olímpicos  | Juegos Olímpicos        |
| Año              | Lugar            | Medalla           | Competición             |
| ---------------- | ---------------- | ----------------- | ----------------------- |
| 1924             | París (Francia)  | Medalla de bronce | Persecución por equipos |